# Me siento vivo
Me siento vivo es el octavo álbum de estudio del cantante español David Bisbal. Fue lanzado el 29 de septiembre de 2023.
El álbum reúne una mezcla de estilos musicales en los que destacan las bases de pop latino contrastado con algunas baladas románticas, propias del estilo de David Bisbal. Los temas abordados en este álbum son el amor, la esperanza o la importancia de vivir el presente con pasión y energía.

## Lista de canciones
| N.º | Título                      | Escritor(es)                                                                                                   | Duración |  |
| 1.  | «Me siento vivo»            | David Bisbal / Pablo Cebrián / Luis Ramiro                                                                     | 3:42     |  |
| 2.  | «Tengo roto el corazón»     | Ainoa Buitrago / David Bisbal / Juanjo Monserrat / Pablo Rouss                                                 | 3:13     |  |
| 3.  | «Volaré»                    | Alfonso Pérez / David Bisbal / Andrés Suárez / Iván Valdés                                                     | 3:20     |  |
| 4.  | «Nuestro secreto»           | David Bisbal / Kasem Fahmi / Kai Etxaniz / Gonzalo Hermida                                                     | 3:49     |  |
| 5.  | «Ajedrez»                   | Fernando Boix / Pedro Elipe / David Bisbal / Marc Montserrat / Susana Isaza / Felipe Mejía / Alberto Hernández | 3:28     |  |
| 6.  | «Podría estar peor»         | Chechu Aurrecoechea / Lucas Otero / David Bisbal / Piero Visciotti                                             | 2:46     |  |
| 7.  | «Todo lo que quieras hacer» | Ainoa Buitrago / David Bisbal / Juanjo Monserrat / Pablo Rouss                                                 | 2:58     |  |
| 8.  | «Ay, ay, ay»                | Mango / Covi Quintana / David Bisbal / Juan Pablo Villamil                                                     | 3:28     |  |
| 9.  | «De alguna manera»          | Leonel García / Amaury Gutiérrez                                                                               | 3:51     |  |
| 10. | «Plan perfecto»             | David Bisbal / Pablo Cebrián / Andrés Ceballos                                                                 | 2:31     |  |
| 11. | «No soy él»                 | David Bisbal / Manuel Lara / Chris Zadley                                                                      | 2:45     |  |
| 12. | «El mañana»                 | Diego Cantero / Ainoa Buitrago / David Bisbal / Manuel Lara                                                    | 3:56     |  |